# Everyday (ASAP Rocky)
Everyday è un singolo del rapper statunitense ASAP Rocky, pubblicato l'8 maggio 2015 come secondo estratto dal secondo album in studio At. Long. Last. ASAP. Il brano vede la partecipazione di Rod Stewart, Miguel e Mark Ronson. Il singolo ha raggiunto la posizione numero 92 nella Billboard Hot 100. La rivista Rolling Stone ha posizionato il brano al numero 38 nella classifica delle migliori canzoni del 2015.

## Video musicale
Il videoclip ufficiale è stato pubblicato il 24 novembre 2015 sul canale YouTube di ASAP Rocky.